# Cessa Kie La Verite
Cessa Kie La Verite is een album van de uit Ivoorkust komende band Magic System.

## Nummers
1. Petit pompier
2. Bouger bouger
3. Tikilipo feat. Alpha Blondy
4. Doubehi
5. Ambiance à gogo feat. Brasco
6. Amedjro
7. Matilisso feat. Brenda Fassie
8. Molo molo
9. Pépé soupe
10. Aventurier
11. Lion affamé
12. Kapa
13. Bonus track : Un gaou à Oran
14. Bonus track : Bouger bouger feat. Mokobe du 113